# Герардсберген
Герардсберген (нидерл. Geraardsbergen, фр. Grammont) — город в Восточной Фландрии между Брабантом и Эно, на реке Дандре, приток Шельды. Он находится в центре Фламандских Арденн, всего лишь в часе езды от городов Брюсселя и Гента.
Герардсберген является одним из старейших городов Фландрии, основанным в 1068 году Бодуэном VI (граф Фландрии). Его богатая история отражается в уникальном центре города, который носит средневековый характер.

## Kракелинген и тоннекесбранд
Двойной праздник «кракелинген» и «тоннекесбранд» символизирует окончание зимы и начало весны. Во время праздника «тоннекесбранда» горящий факел является намёком на дохристианские фестивали огня. После благословения кракелингенов местная знать бросает во время праздника «кракелингенов» тысячи этих печений в публику. Это предполагает жертву хлеба. До этого каждый проглатывает по одной живой рыбке с вином из 400-летней серебряной чаши. Хотя это всегда вызывает протест, особенно у защитников животных. Эта древняя традиция символизирует собой объединение.

## «Стена»

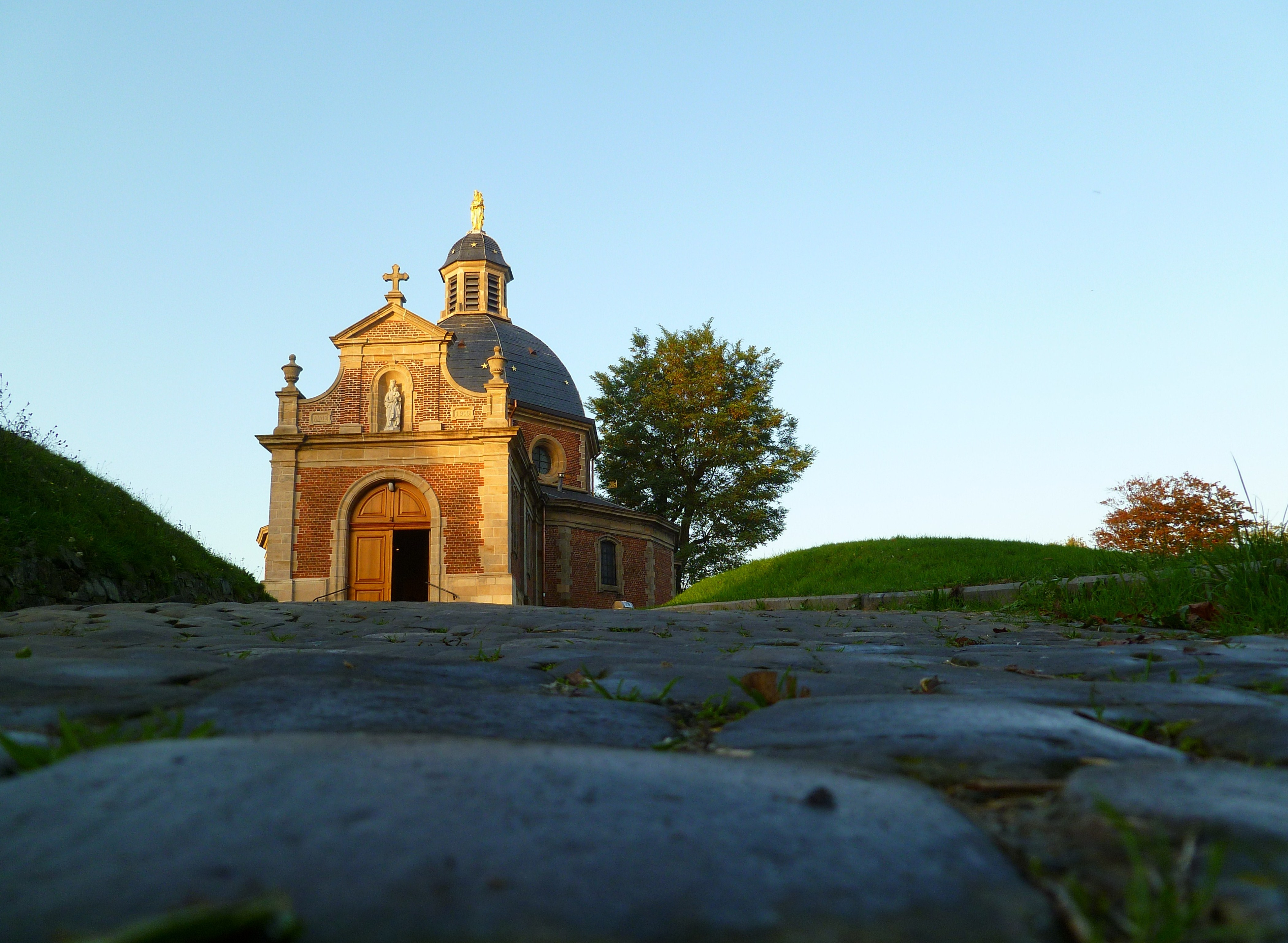
«Стена»: мощёная камнем дорога с часовней на заднем плане

Герардсберген находится во Фламандских Арденнах, очень холмистая местность. Самым известным является холм под названием «стена». Уже более шестидесяти лет, стена Герардсбергена — это решающий этап велогонки Тур Фландрии. Самая высокая точка стены находится в 110 метрах над уровнем моря. Подъём на «стену» имеет двойную трудность: на самой крутой части угол наклона подъёма очень крутой и составляет 20 %. Второй трудностью является то, что дорога сделана из булыжников.

## Герардсбергенская монументальная история
Благодаря своей средневековой структуре Герардсберген можно идеально посетить пешком. Туристы тогда обнаружат переулки, старинные улицы, интересную архитектуру и многочисленные памятники. Они могут следовать различными маршрутами. Существует, например, маршрут поэзии, который посвящён поэтическому наследию города. Эти тексты написаны на дверях, на стенах и заборах.

## Писающий мальчик
На рынке, рядом с мэрией и церковью Святого Варфоломея, находится Писающий мальчик. Раньше в том месте находилась скульптура льва, но после того как жители города Гента украли его, в Герардсбергене установили памятник Писающего мальчика. Этот мальчик — символ подземных источников водоснабжения, которые когда-то обеспечивали питьевой водой город. Брюссельский Писающий мальчик более известен по всему миру, но Герардсбергенский мальчик сделан в 1459 году и поэтому на 160 лет старше своего брата в Брюсселе.

## Музеи

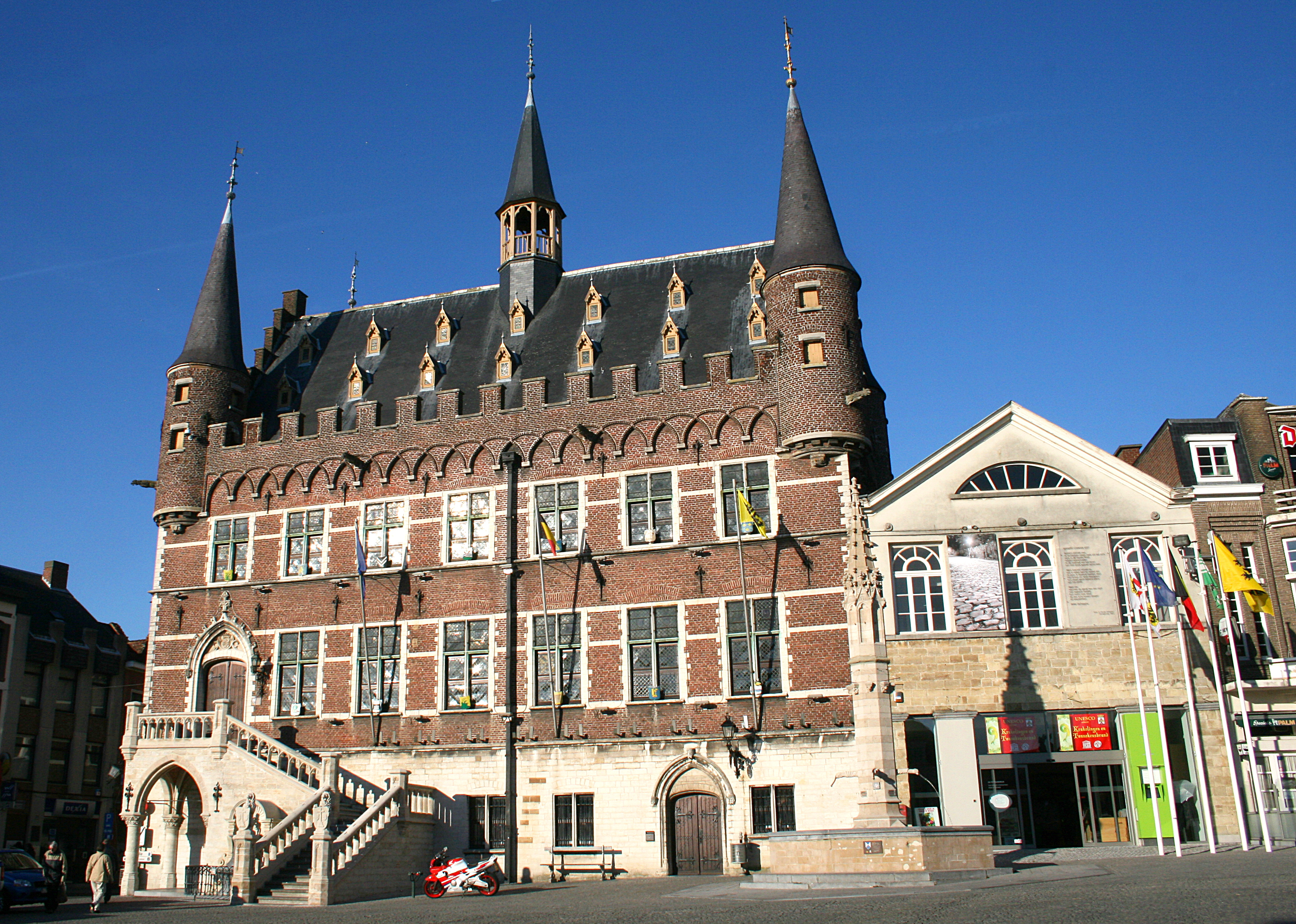

В Герардсбергене можно найти разные необычные музеи. Существует региональный музей «Permanensje», где посетитель получает мультимедийную презентацию от региона. Кроме того, можно посетить музей спичек, где собираются разные экспонаты, связанные с огнём. Другие музеи, например: музей кружева (Chantillykant), музей пивоварения, музей сигар и музей Писающего мальчика.

## Прогулка по заповедникам и лесам
В Герардсбергене находится много природных заповедников: от подвала льда в аббатстве Санкт-Адриан до больших площадей, такие заповедник «Мунебрук»(Moenebroek). Общая площадь заповедников превышает 300 га. Многочисленные указатели способствуют прогулке без проводника.

## Лакомство «маттентарт» (слойка с творогом)
Уже в 16 веке в Герардсбергене нашли рецепты местного блюда, Маттентарт. Раньше фермеры не могли хранить молоко, поэтому они делали из него творог. В Бельгии творог называется «маты», поэтому это печенье получило название «маттентарт». Пекарь добавляет слоёное тесто, а затем запекает их в духовке. Маттентарт Герардсбергена является первым фламандским региональным продуктом, защищенным европейским лейблом.

## Фестивали и фольклора
- Процессия «Plaisance»

Ежегодная процессия «Plaisance» (Плезанс) происходит в конце августа. Происхождение этого мероприятия относится к перенесению мощей святого Варфоломея (покровителя церкви) в 1515 из Санкт-Мартенс-Лирде в Герардсберген.

- Ярмарки

Традиционно ярмарки проходят вместе с приходской жизнью и праздниками святых. В Герардсбергене имеется шестнадцать районов и поэтому столько же и ярмарок.

- День Писающего мальчика

Второе воскресенье июня посвящается Писающему мальчику. В этот день происходит также «золотое бросание Писающего мальчика» на рынке. Тогда бросают конфетки Писающего мальчика. Между этими конфетками находятся две золотые конфетки. Победители получают реплику Писающего мальчика и первый приз — золотая драгоценность Писающего мальчика, ценой 250 евро.

- День Маттентарт

Первое воскресенье августа является праздником местной кулинарной гордости. День начинается с торжественного заседания Братства герардсбергенского Маттентарт, и завершается фестивалем на рынке.